# Algemene verkiezingen in Liberia (1951)

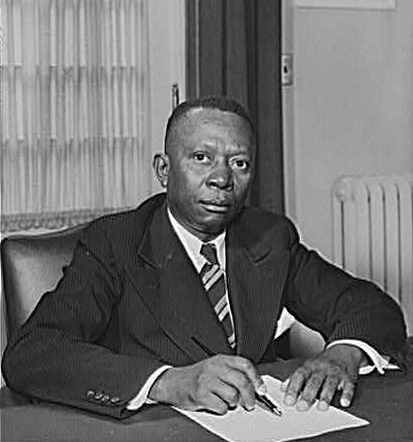
President William Tubman in 1943.

De algemene verkiezingen in Liberia van 1951 vonden op 1 mei plaats en werden gewonnen door zittend president William Tubman (True Whig Party). Er waren geen tegenkandidaten. Pogingen van Didwho Twe (1879-1961) om zich als presidentskandidaat te laten registreren namens de United People's Party (UPP), werden gedwarsboomd. Twe werd beschuldigd van opruiing en in 1953 veroordeeld tot een gevangenisstraf. In aanloop naar de verkiezingen had president Tubman een nieuwe running mate (d.i. kandidaat voor het vicepresidentschap) aangewezen, William Tolbert. Deze laatste werd bij de verkiezingen gekozen tot vicepresident. Hij bleef deze functie uitoefenen tot aan het overlijden van president Tubman in 1971 waarna hij zelf het presidentschap op zich nam. Veel data omtrent de verkiezingen van 1951 ontbreken. De verkiezingen van 1951 waren de eerste verkiezingen op basis van algemeen kiesrecht (dit gold ook voor het eerst voor vrouwen). Voor die tijd kende het land een vorm van censuskiesrecht en konden feitelijk alleen leden van de Americo-Liberiaanse elite (en enkele welgestelde en verwesterde "natives") stemmen.

## Presidentsverkiezingen
Uitslag presidentsverkiezingen
William V.S. Tubman: 150.000 stemmen
Tegen: —
Naast presidentsverkiezingen vonden er ook verkiezingen plaats voor het parlement. Alle zetels in het Huis van Afgevaardigden en de Senaat gingen naar de True Whig Party, de de facto enige partij in het land sinds 1883.

## Parlementsverkiezingen

### Huis van Afgevaardigden
| Partij                            | Partij          | Zetels | %      |
| --------------------------------- | --------------- | ------ | ------ |
|                                   | True Whig Party | 22     | 100,00 |
| Totaal                            | Totaal          | 22     | 100,00 |
|                                   |                 |        |        |
| Geldige stemmen                   |                 |        |        |
| Ongeldige stemmen/ blanco stemmen |                 |        |        |
| Geregistreerde kiezers/ opkomst   |                 |        |        |
| Bron: Nohlen et al.               |                 |        |        |

### Senaat
| Partij                            | Partij          | Zetels | %      |
| --------------------------------- | --------------- | ------ | ------ |
|                                   | True Whig Party | 6      | 100,00 |
| Totaal                            | Totaal          | 6      | 100,00 |
|                                   |                 |        |        |
| Geldige stemmen                   |                 |        |        |
| Ongeldige stemmen/ blanco stemmen |                 |        |        |
| Geregistreerde kiezers/ opkomst   |                 |        |        |
| Bron: Nohlen et al.               |                 |        |        |